# Operace 40
Operace 40 bylo kódové označení tajné operace CIA, při které podporovala kontrarozvědné a protipovstalecké skupiny složené z agentů CIA a kubánských exulantů. Operace byla zahájena v roce 1960 s cílem svrhnout nový nacionalistický a reformistický režim na Kubě. Šlo o vedlejší projekt související s přípravou americké invaze v zátoce Sviní. Pokud by byla invaze úspěšná, kubánské skupiny podporované CIA měly vytvořit pravicovou vládu a vypořádat se jak s revolucionáři, tak s levicovými disidenty. Po neúspěchu invaze agenti v operaci 40 pokračovali v kontrarozvědné činnosti na Floridě. Nicméně skupina byla rozpuštěna v roce 1972, přičemž byla obviněna z pašování drog.

## Historie
Po vítězství kubánské revoluce v roce 1959 důstojník CIA plukovník J.C. King zaslal řediteli CIA Allenu Dullesovi dopis, ve kterém uvedl, že vítězství „komunistů“ na Kubě může vést k dominovému efektu v Latinské Americe (nicméně kubánská revoluce byla zprvu nacionální, až kvůli nepřátelství USA Kuba v roce 1960 navázala diplomatické vztahy se SSSR a v roce 1961 se Castro přihlásil k marxismu-leninismu). King navrhl svržení Castra, přičemž věřil, že by jeho režim na Kubě následně padl. Dulles s ním souhlasil. Do operace byli zasvěceni prezident Dwight D. Eisenhower, viceprezident Richard Nixon a ministr zahraničí Christian Herter. Eisenhower operaci schválil, ale trval na tom, aby bylo možné využít hodnověrné popření.
CIA zahájila operaci 40, na jejímž konceptu spolupracoval kubánský exulant, který emigroval do USA a stal se agentem CIA, José Sanjenís Perdomo. Svůj název operace získala po faktu, že na začátku do ní bylo zapojeno 40 agentů, ačkoliv se později jejich počet navýšil na 70. Plán počítal s širokou škálou zpravodajských, politických, paramilitárních a psychologických operací s cílem svrhnout kubánskou revoluční vládu. Ačkoli to v programu nebylo zmíněno, Operace 40 měla za úkol sabotovat kubánskou infrastrukturu a také zavraždit kubánské vůdce.
Mezi zapojené aktéry v operaci byli kubánští exulanti, z nichž většina bývala členy Úřadu pro potlačování komunistické činnosti. Je vedla malá skupina agentů CIA. Mezi agenty CIA byl i Frank Sturgis, který později neblaze proslul z účasti na aféře Watergate. Sturgis byl zařazen mezi oddíl atentátníků. Skupina také prováděla „black ops“. V březnu 1960 například vyhodila u Kuby do povětří loď převážející zbraně a munici pro Castrův režim.
Ve stejné době (v roce 1960) CIA v Guatemale prováděla tajný výcvik jiné skupiny kubánských exulantů (Brigáda 2506). Ti se rovněž měli vylodit na Kubě během invaze v zátoce Sviní. Členové operace 40 dostali za úkol prolustrovat členy Brigády 2506 a vyřadit z ní příznivce levice a jiné odpůrce režimu Fulgencia Batisty.
V dubnu 1961 se členové operace 40 vylodili na Kubě během invaze v zátoce Sviní. Krátce poté byl jeden člen zabit a ostatní zajati. Jejich skutečný úkol prozradil během mučení José Raúl Varona González, člen Brigády 2506. Z toho důvodu byla činnost operace ukončena. Propuštění členové během šedesátých let pracovali na Floridě jako kontrarozvědka a sbírali informace na kubánské exulanty. V roce 1972 byla činnost jednotky ukončena úplně.